# FM Towns
O sistema FM Towns (エフエムタウンズ, Efu Emu Taunzu) é uma variante de computador pessoal que originou-se no Japão, montada pela Fujitsu de fevereiro de 1989 à metade de 1997. Inicialmente, seu principal uso era para aplicativos multimídia e jogos eletrônicos, mas posteriormente tornou-se compatível com PCs comuns. Em 1993, o FM Towns Marty, um console retrocompatível com os jogos para FM Towns, foi lançado.
O nome "FM Towns" é derivado do codinome "Townes", atribuído ao projeto durante o seu desenvolvimento e retirado de Charles Hard Townes, um dos ganhadores do Prêmio Nobel de Física de 1964, seguindo um costume da Fujitsu. O "FM" é para "Fujitsu Micro[computer]".